# Ben Berden
Pour les articles homonymes, voir Berden.
Ben Berden (né le 29 septembre 1975 à Hasselt) est un cyclo-crossman belge.
Contrôlé positif à l'EPO en décembre 2004 lors du cyclo-cross d'Essen, il a été suspendu pendant deux ans. Durant cette période, il exerce le métier de facteur à Dilsen-Stokkem. Il revient à la compétition en janvier 2007.

## Palmarès

### Victoires
- 1995-1996
  -  Champion de Belgique de cyclo-cross juniors
- 1998-1999
  - Vlaamse Houtlandcross, Eernegem
- 2001-2002
  - Vlaamse Houtlandcross, Eernegem
- 2002-2003
  - Duinencross Coxyde
  - Internationale Cyclo Cross Heerlen, Heerlen
  - Internationale Sluitingsprijs, Oostmalle
- 2003-2004
  - Coupe du monde #4, Coxyde
  - GP Mario De Clercq, Wortegem-Petegem
  - Internationales Radcross Magstadt, Magstadt
  - Vlaamse Houtlandcross, Eernegem
  - Int. Cyclo-Cross Huijbergen, Huijbergen
- 2004-2005
  - Internationales Radcross Magstadt, Magstadt
  - Nat. Openingsveldrit Harderwijk om de GP Shimano, Harderwijk
  - Kleicross, Lebbeke
- 2011-2012
  - Victory Circle Graphix Boulder Cup, Boulder
  - North Carolina Grand Prix - Race 1, Hendersonville
  - North Carolina Grand Prix - Race 2, Hendersonville
  - Cyclocross LA 2, Los Angeles
- 2012-2013
  - Cross After Dark Series #2 - Gateway Cross Cup, Saint-Louis
  - Colorado Cross Classic, Boulder
- 2013-2014
  - NEPCX #4 - Providence Cyclo-cross Festival 2, Providence
  - Gateway Cross Cup 1, Saint-Louis
  - Gateway Cross Cup 2, Saint-Louis
  - CXLA Weekend: Day 2, Los Angeles
- 2014-2015
  - Jingle Cross (1), Iowa City
  - Waves for Water Cyclo-cross Collaboration (2), Tacoma
- 2015-2016
  - KANSAI Cyclo Cross MAKINO Round, Takashima

### Classements
| Épreuve / Édition          | 1997/1998 | 1998/1999 | 1999/2000 | 2000/2001 | 2001/2002 | 2002/2003 | 2003/2004 | 2004/2005 | 2005/2006 | 2006/2007 | 2007/2008 | 2008/2009 |
| Classement UCI             |           |           |           |           | 10e       | 5e        | 3e        | 13e       |           | 279e      | 82e       | 89e       |
| Championnat du monde       |           | 10e       | 6e        |           | 9e        | 4e        | 5e        |           |           |           |           |           |
| Coupe du monde (victoires) |           |           | 10e       |           |           | 5e        | 4e (1)    | 13e       |           |           |           |           |
| Superprestige              |           |           | 10e       |           |           | 8e        | 6e        | 7e        |           |           |           |           |
| Championnat de Belgique    | 7e        | 7e        | 7e        | 8e        |           | 2e        | 8e        | 3e        |           |           | 13e       | 10e       |

## Palmarès sur route
- 1998
  - Tour du Brabant flamand :
    - Classement général
    - 1re étape